# ترکیب آلی فرار
ترکیب آلی فرار (به انگلیسی: Volatile Organic Compound)، ترکیب شیمیایی آلی هستند که در دمای اتاق دارای فشار بخار بالایی هستند. این فشار بخار بالا که به دلیل پایین بودن نقطه جوش این مواد است موجب می‌شود که تعداد مولکولهای قابل توجهی از این مواد در اثر فرایند تبخیر یا تصعید به حالت گاز درآمده و در هوای اطراف منتشر شوند. به عنوان مثال می‌توان به فرمالدهید که دارای نقطه جوش ۱۹- درجه سلسیوس می‌باشد اشاره نمود. این ماده به آرامی از ترکیب رنگها جدا شده و در هوا منتشر می‌شود.
الکل اتانول نیز یک ماده فرار است و به همین دلیل است که اصطلاحاً می‌گویند «الکل می‌پرد»
ترکیبات آلی فرار، ترکیباتی بسیار متنوع و در همه جا پراکنده می‌باشند. برخی از انواع این ترکیبات به صورت طبیعی یافت می‌شوند و برخی دیگر نیز به دست انسان ایجاد شده‌اند. بسیاری از عطرها و مواد بودار از ترکیبات آلی فرار تشکیل شده‌اند. مواد نقش مهمی را در برقراری ارتباط بین گیاهان بر عهده دارند. تعدادی از این ترکیبات برای سلامتی انسان یا محیط زیست مضر می‌باشند. محدوده مقدار مجاز غلظت این نوع مواد مضر در محیط (بویژه در یک فضای بسته) به صورت قانونی تعیین شده‌است. مواد آلی فرار مضر ممکن است سمی نباشند ولی در طولانی مدت اثرات مخرب بر سلامتی انسان و محیط زیست داشته باشند. با توجه به اینکه غلظت این مواد در هوا بسیار کم می‌باشد لذا تحقیقات بر روی این مواد به دشواری صورت می‌گیرد.